# サティヤーグラハ
サティヤーグラハ（[ˌsætɪəˈɡrɑːhɑː]; サンスクリット: सत्याग्रह satyāgraha）とは、非暴力抵抗運動、あるいは市民的抵抗のひとつの形であり思想である。「サティヤーグラハ」はマハトマ・ガンディーによってつくられた言葉であり、いかなる外圧にあっても、真理に対する内なる信念を「堅持」し続けようとする自己の不動の精神状態から「自発的（svatantr）」あるいは「内発的（svabhāvik）」に発生した社会的・政治的な「主張」を意味する。その思想は彼のもとで発展した。より一般的には、「真実にしがみつくこと」とも訳される。ガンディーはサティヤーグラハを南アフリカ共和国でのインド人の権利のための闘争の中で、そしてインド独立運動の中で展開した。その後この思想は1954年から1968年にかけてアメリカで盛り上がったアフリカ系アメリカ人公民権運動にて、マーティン・ルーサー・キング・ジュニアやジェイムズ・ベベルの活動にも影響を与え、さらにはその他多く大衆運動に影響を与えた。サティヤーグラハを実践するものは「サティヤーグラヒ」と呼ばれる。

## サティヤーグラハという語の由来

ガンジーの主導する塩の行進（1930年）。サティヤーグラハの一例となった。

「サティヤーグラハ」という語の創造は、1906年に南アフリカの簡易新聞、インディアン・オピニオンの行ったコンペティションに端を発する。このコンペティションでは「サダグラハ」という語を思いついたマガンラル・ガンディー（マハートマー・ガーンディーの叔父の孫）が入賞を果たしている。それを受けてマハートマー・ガーンディーは「サダグラハ」をより明確にするために手を加え「サティヤーグラハ」と変更した。
〈サティヤーグラハは、「サティヤ（satya）」と「アーグラハ（āgrah（a））」というサンスクリット語・グジャラーティー語の概念から成っている。前者の「サティヤ」とは、ガーンディー曰く、サンスクリット語の「サット（sat；存在、真実在）」を語源に持ち「真理」を意味する〉〈後者の「アーグラハ」は、一般的に「主張」や「懇願」を意味するが、ガーンディー自身は、この語の意味を「堅持/固執していくこと（vaḷgīrahevuṃ）」と説明していた。これはガーンディーのサティヤーグラハにおいて、「真理の堅持」という内面世界に向けた決定的観点（niścaynay）と、「真理の主張」という外面世界に向けた実践的観点（vyavahārnay）とが表裏を成していたことを示している〉これが非暴力に対するガンジーの理解であり信仰の本質であった。ガンジーの言う「サティヤーグラハ」は単純な「受動的抵抗」（passive resistance）という言葉では表現しきれない、それ以上の意味を持っており、非暴力抵抗運動を実践するうえでの力となった。ガーンディー曰く、
「真理」（サティヤ）という言葉は愛（非暴力）を暗示しており、［真理の］堅持・主張（アーグラハ）を生み出す。したがって「真理」は「力」の類義語としての機能を持つ。こういう理由から私はインドの独立運動をサティヤーグラハと呼ぶようになった。サティヤーグラハには真実（正義）と愛・非暴力から生まれる力という意味が込められており、わたしはインドの独立運動という文脈の中で受動的抵抗（passive resistance）という言葉を使うことをやめた。英語での文章からさえしばしば我々は「パッシブ・レジスタンス」という語の使用を避け、「サティヤーグラハ」かあるいはそれに近い英語のフレーズを用いた。

ガンジーは1935年9月にサーバンツ・オブ・インディア・ソサイエティのP.K.ラオ（P.K. Rao）に宛てた手紙の中で、ガーンディーの「市民的不服従」というアイデアはヘンリー・デイヴィッド・ソローの著作から取り入れたものではないかという指摘について反論している。
私が市民的不服従のアイデアをソローの著作から取り入れたという指摘は間違いだ。南アフリカで私が行った抵抗運動は、私が市民的不服従に関するソローのエッセイを手に入れるよりずっと以前の出来事なのだから。しかしその後私の活動は「受動的抵抗」として知られるようになった。この表現は必ずしも正しくないので、私はグジャラティ（Gujarati）の読者のために「サティヤーグラハ」という言葉を作り出した。しかし私は「市民的不服従」（civil disobedience）という言葉でさえ、インド独立闘争の意味を完全に伝えきれていないことに気が付いた。こういった理由からわたしは「市民抵抗」（civil resistance）という言葉を採用した。そして「非暴力」はいつでも我々の闘争の不可欠な要素であり続けた。

ガーンディーはさらに踏み込んで次のように描写している。
私はこれを愛の力、または魂の力とも呼んでいる。真理の探究は敵対者に対して危害を加えることを許さない。しかしその敵対者は忍耐と思いやりによって過ちから引き離されるに違いない。サティヤーグラハを応用する中、私は早い段階でこのことに気が付いた。ある者にとって真実だと思われているものは、別の者の目には過ちとして映っているかもしれない。そして忍耐とは自らに課した苦難である。敵対者ではなく、自らに苦難を課すことによって真理を証明すること。すなわちこれが教義となった。

## 「受動的抵抗」との違い
以下の手紙の中でガーンディーはサティヤーグラハと受動的抵抗（passive resistance）の違いについて述べている。

西洋で掘り下げられ実践されている受動的抵抗とサティヤーグラハの違いを、私はサティヤーグラハを完全に論理的で精神的な範囲まで押し広げるよりも前から区別してしまっている。私はしばしば「受動的抵抗」を「サティヤーグラハ」の類語として使用した。しかしサティヤーグラハの教義が固まっていく中で、また、サフラジェット運動（婦人解放運動）で見られたように受動的抵抗が暴力を許容していく中で、そして受動的抵抗が弱者の武器であるという認識が一般に広まる中で、「受動的抵抗」はサティヤーグラハの類語としての機能さえも停止させた。さらにいうと受動的抵抗は、「いかなる状況においても真理を固持すること」を必ずしも要求していない。したがって受動的抵抗とサティヤーグラハを比べた場合、以下3つの点について違いを指摘できる。「サティヤーグラハは強者の武器である」、「たとえいかなる状況下においても暴力が用いられることはない」、「真理が何よりも優先される」。私は今ははっきりと区別をつけることができていると思う。

## アヒンサーとサティヤーグラハ
サティヤーグラハを語る上ではアヒンサー（非暴力）との本質的なつながりを指摘しておく必要がある。サティヤーグラハはしばしば非暴力主義の大原則を指して用いられる。非暴力主義はアヒンサーと本質的に同じものである。加えて時にサティヤーグラハは明確に直接行動を指して用いられる場合がある。直接行動とはたとえば「市民的不服従」に見られるような妨害的な活動である。
ガーンディー曰く、
前述のことからも明らかなようにアヒンサー無くして真理を探究し、真理にたどり着くことは不可能である。アヒンサーと真理は解きほぐして分離させることは事実上不可能なほどにしっかりと絡みあわされている。アヒンサーと真理はコインの裏と表のようなもの、あるいはむしろつるつるのプレスされていない、つまり裏表のないコインみたいなものと言える。にもかかわらずアヒンサーは手段であり、真理は目的である。手段が手段であるためにはいつでも私たちの手の届くところにあるべきで、つまりアヒンサーは我々の至高の義務となる。

### 評価
ガーンディーのサティヤーグラハがインド独立運動の中でどの程度の成功を収めたのか、あるいは収めなかったのかを評価することは複雑な作業を伴う。ジューディス・ブラウン（Judith Brown）はサティヤーグラハという「政治戦略、テクニックによる成果は、歴史的な特殊性（環境）に依存する」としている。ガーンディーにとっての成功とは、あらゆる闘争は敵対者の打倒を目的としなければならないという考えや、敵対者の目的を挫かなければならないという考え、または、敵対者のいかなる妨害にも屈することなく目的を達成しなければならないというような考えとは違っている。「サティヤーグラハの目的とは、過ちを犯している者を改心させることであり、強いることではない」。この協力関係を築くためには、敵対者は改心しなければならない。少なくとも敵対者は、正義を目的とすることに対する妨害をやめなければならない。もちろん敵対者、例えば独裁者が、改心を待たずに退陣を余儀なくされるという場合もあり得るだろうが、これはサティヤーグラハにとっては不完全な成功にとどまる。サティヤーグラハ、非暴力における「成功」について理解を深めるためには「workと"work"の違い」を参照せよ。

### 手段と目的
サティヤーグラハの理論では手段と目的を切り離せないものとしている。目的を達成するために用いられる手段は目的の中に取り込まれている。したがって正義に反する手段を用いて正義を獲得すること、暴力を用いて平和を勝ち取ることは矛盾する。ガーンディーは言う、「彼らは手段は結局のところ手段に過ぎないという。私は言おう、手段は結局のところ全てなのだ。手段が全てであるように、同様に目的が全てなのだ」。

加えてガーンディーは以下のように喩えている。
もし私があなたの時計を盗みたいと思ったら、私は時計をめぐってあなたと戦おう。もし私があなたの時計を買いたいと思ったら、私はいくらか払って時計を手に入れよう。もし私が贈り物として時計をもらいたいと思ったら、私はあなたに時計を請おう。これらの時計は私が用いた手段によってそれぞれ、盗まれた時計、私の所有する時計、贈られた時計と区別される。
悪には「いかなる手段を用いてでも」立ち向かわなければならないという考えを、ガーンディーは否定している。――もしあなたが暴力的な、脅迫的な、正義に背くような手段を用いたとすれば、あなたの達成した目的には必ず傷が残る。ガーンディーは、暴力を説き非暴力活動家を臆病者と貶す者たちに語っている。「もし（非暴力が存在せず）臆病と暴力のどちらかしか選択肢がないのだとすれば、私は彼らに暴力を勧めるだろう。私は、インドにインド自身が辱められる姿を目撃させるよりは、インドに武器をとりインドの名誉を守ってもらいたいと思う。（中略）しかし私は、非暴力は暴力より圧倒的に優れていると確信している。赦すことは罰することよりも人間的であると信じている」。

### サティヤーグラハとデュラグラハ
暴力を用いた抵抗運動が敵対者を傷つけることを意図しているのとは対照的に、サティヤーグラハの本質は敵対者を傷つけることなく敵対関係を解消することを目的としているところにある。そのためサティヤーグラハでは自分たちと敵対者との関係を破壊すること、終わらせることを目的とせず、むしろお互いの関係を変化させる、浄化させる、そして昇華させることを目指す。サティヤーグラハは婉曲的に「静かな力」、「魂の力」とも喩えられる（「魂の力」"soul force"という語は有名なマーティン・ルーサー・キング・ジュニアの"I Have a Dream"演説でも使われている）。この「力」は物理的な力ではなく、サティヤーグラハを実践する者を道徳の力で武装させるものである。サティヤーグラハはまた、原則として親兄弟と異邦人、老若男女、敵味方を区別しないため「万人の力」（universal force）とも喩えられる。
ガーンディーは敵対者を挫くことを目的とするデュラグラハ（物理的な力の把捉）と、敵対者をむしろ啓蒙することを目指すサティヤーグラハ（真理の把捉）を対比している。彼は言う。不寛容、蛮行、傲慢、不当な威圧に陥ってはならない。もし我々が本物の民主主義の精神を育てたいと望むのであれば不寛容を貫いているような余裕はない。不寛容は信仰の大義を失わせる。
サティヤーグラハにおける市民的不服従と非協力戦略は「苦しみの法則」に基づいている。これは苦難に対する忍耐が目的を達成するための手段となるという考え方である。この場合の目的とは通常、個人の、あるいは社会の道徳の向上、あるいは進歩というニュアンスを含む。したがってサティヤーグラハにおける非協力戦略とは、実際には真理と正義を通して敵対者の協力を確保するための手段といえる。

## 道徳的規範としての、または大規模な闘争での実践
市民的不服従を含んだ大規模な政治闘争でサティヤーグラハを用いる場合、サティヤーグラハを実践する者（サティヤーグラヒ）たちは規律を保つための訓練を受けている必要があるとガーンディーは考えていた。ガンジーは言う、「人々が可能な限りその国の法に従うことによって、積極的な忠誠心を示すことができている場合にのみ、彼らは（悪法に対して）市民的不服従を実践する権利を持つ」。
彼はサティヤーグラヒが守るべき規則を作っている。
1. （問題となる悪法）それ以外の、国の法律を尊重すること
2. たとえそれに不便を感じていたとしても、それらの法に寛容であること
3. 進んで苦難を受け、財産を失い、そして家族や友人に課せられるかもしれない苦難に耐えること[21]

これら法に対する服従はしぶしぶ行われるべきではない。
（略）良識のある男ならば、たとえ法律が盗みを禁じていようといなかろうと、藪から棒に盗みを働くようなことはしない。一方でこの男は、自転車で夜道を行くときにはヘッドライトを用意していなければならない、という法律を犯してしまったとしても呵責の念を感じることはおそらくない。（中略）それでも彼は自分に課せられたこういった類の規則は守るだろう。つまり、ルールを犯すことで直面するであろ訴追という面倒を避けたいという思いから、こういった規則を守るだろうと考えられる。しかしこのような形での法の遵守はサティヤーグラヒに要求される自発的な法の遵守とは呼べない。

### 原則
ガンジーはサティヤーグラハの理念は、単に一過性の政治闘争のためにではなく、不正義、悪徳に対する普遍的な解決策として機能するものだと考えていた。つまり彼はサティヤーグラハを大規模な政治闘争にも個人的な争いにも応用可能なものであると考えており、そのために広く人々に知ってもらうべきだと感じていた。
彼はサティヤーグラハを伝えるためにサバルマティ・アシュラムを立ち上げ、そしてサティヤーグラヒに以下の原則（一部はヨーガ・スートラのヤマと重なる）に従うようにと説いた。
1. 非暴力（アヒンサー）
2. 真理（サティヤー） - 正直であることはもちろん、真理に寄り添って生きること。
3. 盗まないこと（アステーヤ）
4. 貞潔（ブラーマチャーリア（英語版）） - 性的な欲求のみならず、サティヤーへ没頭するために我欲を戒める。
5. 非所有（英語版）（アパリグラハ） - 貧困とは区別される。
6. 額に汗して働くこと
7. 味覚を制御すること - 必要最低限の食事で満足すること。
8. 恐れを捨てること
9. 全ての宗教を同様に敬うこと
10. 不買運動といった経済的戦略を用いること（スワデーシー）

別の場でガーンディーは「インドのサティヤーグラヒの本質」として7つの規則を挙げている。
1. 強い神への信仰を持つこと
2. 真理と非暴力を信じ、サティーグラハの苦難によって喚起されると期待される人の生まれ持った良心を信じること
3. 死ぬことを恐れず、財産を失うことを恐れず、貞潔な生活を送ること
4. 常にカディ（手織り布）を身にまとい、自ら紡ぐこと
5. 酒やその他の嗜好品を慎むこと
6. 公表された、規律に関するすべての規則を進んで守ること
7. それが特にあなたの自尊心を傷つけるために作られたものでない限り、刑務所のルールに従うこと

### サティヤーグラハ・キャンペーンの規則
ガンジーは抵抗運動の中で、サティヤーグラヒに以下のルールを守るようにと提案している。
1. 怒りの感情を抱いてはならない
2. 相手の怒りに耐えなさい
3. 攻撃や処罰にたいして決して報復してはならない。しかし処罰に対する恐れから屈服してはならない。怒りに任せて発せられた要求に屈服してはならない
4. 進んで逮捕されなさい。進んで財産を没収されなさい
5. あなたが人の財産を預かる身であれば、命に代えてもそれ守りなさい。平和的手段でそれを守りなさい
6. 人を汚い言葉で罵ってはならない
7. 人を侮辱してはならない
8. あなたの敵対者あるいはその指導者たちの旗に敬礼してはならない。また、侮辱してもならない
9. もし誰かがあなたの敵対者を侮辱、または攻撃しようとした場合は、命に代えてもあなたの敵対者を守りなさい。平和的手段で守りなさい
10. 刑務所では行儀よくふるまい、それが自尊心を損なうものでない限り、刑務所の規則に従いなさい
11. 刑務所では特別な待遇を要求してはならない
12. 刑務所では、それが自尊心に関わるような要求でない限り、便宜を求めるために断食してはならない
13. 市民的不服従運動を主導するリーダーたちの要求には喜んで従いなさい
14. あなたが従う命令をえり好みしてはならない。もしも活動内容がふさわしくない、道徳的でないと感じたら、その活動からすっかり身を引きなさい
15. 友人の支援を条件に活動に参加してはいけない。あなたの扶養家族を友人に預けて活動に参加してはいけない。刑務所に入ってはいけない
16. コミュニティー間の争いの原因になってはいけない
17. コミュニティー間の争いではどちらの味方になってもいけないが、はっきりと正義を示している組織を支援しなさい。それが宗教間の争いである場合、命に代えても危機に晒されている側を守りなさい。平和的手段で守りなさい
18. コミュニティー間の争いが起こりそうな時と場所は避けなさい
19. いずれかのコミュニティーの宗教感情を傷つける可能性のある活動に参加してはいけない

## アメリカ人公民権運動でのサティヤーグラハ
サティヤーグラハの理念は他の多くの非暴力運動、市民抵抗運動に影響を与えた。たとえばマーティン・ルーサー・キング・ジュニアは自伝にて、ガーンディーが彼のアフリカ系アメリカ人公民権運動に与えた影響について記している。
私はガーンディーのことを話には聞いていたが、多くの人と同様、真剣に彼について学ぶことはしなかった。しかしひとたび（彼の著作を）読んでみると私は彼のおこなった非暴力抵抗運動にすっかり魅せられてしまった。私は特に塩の行進と彼が度々おこなった断食に感銘を受けた。サティヤーグラハという考え方の全てが私にとって大きな意味のあるものであった。ガーンディーの哲学をより深く探究するにつれ、私の中にあった愛の力についての懐疑的な思いは徐々に薄れていった。そしてついにはわたしは社会改革という分野におけるサティヤーグラハのもつ可能性に気が付くに至った。（中略）ガーンディー主義者の強調する愛と非暴力の中に、探し続けていた社会改革を成功させるための方法を、私は発見したのだ。

## ホロコーストについて
1930年代のドイツでのナチスによるユダヤ人迫害について、ガーンディーは抑圧と虐殺に対抗するための手段としてサティヤーグラハを提案している。
もしも私がユダヤ人で、ドイツに生まれており、そこで生計を立てているとしたら、私はドイツを自分の国であると主張するでしょう。たとえ背の高い異教徒のドイツ人がここは自分たちの国だと強弁しようと私は譲らないでしょう。そして私は彼らに、撃ってみろと、投獄してみろと挑みます。私は国外へ追放されることも、差別的扱いに屈服することも拒むでしょう。一方でこのために、自分の行っている抵抗運動に仲間のユダヤ人たちがついてきてくれることを待つようなことはしません。しかし私は、仲間たちは最終的には必ず私の例に倣ってくれるものと確信しているでしょう。もしもユダヤ人の誰か一人が、あるいはすべてのユダヤ人がこの戦略に賛同してくれたとして、賛同してくれた人たちの状況が今より悪くなるということはないでしょう。自発的に苦難を選ぶという選択は、かれらの内に力と喜びをもたらします。（中略）アドルフ・ヒトラーの計画的な暴力は、ヒトラーに対して公にしたそういった敵意への最初の回答として、ユダヤ人の無差別の殺戮という結果をさえもたらすかもしれません。もしもユダヤ人に「自発的な苦難」に対しての準備をさせることができるならば、私が想像している殺戮さえも感謝の祈りの日に、エホバによって約束された民族の救済の日に変わるかもしれないと、わたしは思う。たとえ独裁者の手の中にあったとしても。
上記のステートメントが批判を受けるとガーンディーは「いくつかの質問に対する回答」という記事にて反応した。
ユダヤ人に関する私の主張に対して寄せられた2つの批判記事を友人らが送ってくれた。この2つの批判は、ユダヤ人に対する不当な扱いに対抗する手段として私が提案した「非暴力」には、目新しい部分がまったくないというものだ。（中略）私が期待したことは、心の内側から暴力を放棄すること。そしてこの偉大な放棄から生まれる力の積極的な実践である。
同様の文脈で第二次世界大戦に予想された日本によるインドへの攻撃に対して、ガーンディーは国防手段としてのサティヤーグラハを提案している。（これは現在シビリアン・ベース・ディフェンス、あるいは社会防御とよばれているものにあたる。）
（略）そこには純粋な非暴力、非協力戦略が用いられるべきである。もしもインド全体が団結してそれを実践するならば、私は一滴の血を流すことなく日本の武力を、あらゆる暴力を無力化できることを示して見せるべきでしょう。これにはいかなる点に関しても一切妥協をしないというインドの決意と、数百万の命が失われ得るリスクを負う覚悟が求められる。しかし私はこのコストは非常に安いもので、それにより得られるものには千金の値打ちがあると考えている。インドにはまだそのコストを支払うだけの準備ができていないというのが実際のところだろう。そうでないことを私は期待してしまうのだが、いかなる国家であろうとも、それが独立状態の維持を望むのであればこういったコストを支払うことからは逃れることができない。いずれにせよロシア人や中国人が払った犠牲は甚大で、彼らは全てを犠牲にする覚悟をしている。こういう理由から私の提案する非暴力戦略を用いることによって、他の国々が要求されているのと同等かあるいはそれ以上のリスクを、つまりインドが武力闘争を行う場合に要求されるリスクを、インドには負わないで欲しいと、私はお願いしている。